# Donald Love
Donald Love (Rochdale, 1994. december 2. –) skót korosztályos válogatott labdarúgó, aki jelenleg a Sunderlandben játszik hátvédként. Korábban a Manchester United, és a Wigan Athletic-ban szerepelt, utóbbiban mint kölcsön játékos.

## Pályafutása
Donald Love Rochdaleben született, Greater Manchesterben. A Manchester United akadémiájához hétéves korában csatlakozott. 2013-ban professzionális szerződést kötött a klubbal.
2015. október 2-án két hónapra kölcsönadták a Wigan Athleticnak. Másnap be is mutatkozhatott új csapatában; a 70. percben állt be Will Grigg helyére a Walsall elleni bajnokin. Összesen nyolc tétmérkőzést játszott a Wiganben. 
Visszatérése után 2016. február 13-án bemutatkozott a Manchester Unitedben is a Sunderland elleni bajnokin, ahol a megsérülő Matteo Darmiant váltotta csereként. Öt nappal később pályára lépett az Európa-ligában a dán Midtjylland elleni mérkőzésen is.
2016. augusztus 11-én a Sunderland négy évre szóló szerződést kötött Love-val. Paddy McNairrel együtt öt és félmillió fontért váltott csapatot. Első gólját 2017. augusztus 22-én a Ligakupában szerezte a Carlisle United ellen.